# Контрада Ватијато (Кротоне)
Контрада Ватијато је насеље у Италији у округу Кротоне, региону Калабрија.
Према процени из 2011. у насељу је живело 17 становника. Насеље се налази на надморској висини од 67 м.